# Права людини в КНДР
Оцінка ситуації з правами людини в КНДР ускладнена через закритий характер північнокорейської держави. Уряд Північної Кореї обмежує доступ до країни іноземцям. Хоча КНДР щорічно відвідують понад триста тисяч туристів, зокрема, близько 1500 — з країн Заходу, переважна більшість з них бувають у районі гір Кимгансан. Лише невелика частина туристів відвідує Пхеньян. Іноземцям заборонено відвідування деяких регіонів країни, що мають, згідно з офіційними заявами влади КНДР, стратегічно важливе значення. Заборонено також будь-яку фото- та відео-зйомку без дозволу супроводжуючого. Держдепартамент США повідомив, що з 1996 року в країну повністю закрито доступ міжнародним правозахисним організаціям.
Громадяни КНДР не мають права вільно залишити свою країну, і тому інформація надходить від біженців, неповерненців та інших осіб, які залишили Північну Корею. Хоча інформація від цих категорій осіб найчастіше має суб'єктивний характер, на підставі великої кількості повідомлень біженців низка організацій робить висновки про загальну ситуацію в Північній Кореї.
Згідно з офіційною позицією уряду КНДР, у країні «немає ніяких проблем у галузі прав людини», оскільки соціалістичний лад, що існує в КНДР, «було обрано її громадянами добровільно і він спрямований на всебічне задоволення їхніх матеріальних і духовних потреб».
У той же час, проаналізувавши наявні дані, багато міжнародних організацій зробили висновок про тоталітарний характер північнокорейської держави.
Деякі правозахисні організації та уряди засудили порушення прав людини в Північній Кореї. Серед них — Міжнародна амністія. Генеральна Асамблея ООН також засудила порушення прав людини в Північній Кореї, ухваливши відповідну резолюцію, підготовлену країнами-членами Європейського Союзу.
2004 року в США було ухвалено Закон про права людини в КНДР (№ 108—333), що засудив Північну Корею і визначив у загальних рисах кроки, які Сполучені Штати мають зробити, аби у Північній Кореї встановилися демократія і свобода. За винятком проблеми викрадання японців, яку було частково вирішено, Північна Корея повністю заперечує всі повідомлення про порушення прав людини і звинувачує біженців у брехні і поширенні американської пропаганди.
На міжнародному рівні регулярно відбуваються неурядові конференції, які присвячено правам людини в Північній Кореї. У березні 2003 року така конференція відбувалася в Брюсселі, а в березні 2006 — у Празі.
20 серпня 2013 р. в сеульському університеті Йонсей почалися засідання спеціальної Комісії ООН з прав людини в Північній Кореї.
Організація Об'єднаних Націй 17 лютого 2014 року опублікувала доповідь, присвячену порушенням прав людини в КНДР. Укладачі документа рекомендують передати справу відносно влади КНДР у Міжнародний кримінальний суд. Згідно з текстом листа, до відповідальності можуть залучити й очільника держави, Кім Чен Ина.

## Правові основи громадянських прав і прав людини в КНДР
Правова система КНДР заснована на принципах конвергенції романо-германської та соціалістичної правових систем. В основі системи права КНДР лежить конституція, яка має найвищу юридичну силу на всій території країни.
Конституція КНДР гарантує громадянам такі права:
- Право на захист — громадянин, незалежно від його місця проживання, знаходиться під захистом КНДР.
- Загальне рівне виборче право, а також право бути обраним, незалежно від статі, національності, професії, осілості, майнового стану, рівня освіти, політичних поглядів та віросповідання. Це право гарантується всім громадянам, що досягли 17 років, крім засуджених судом до позбавлення виборчих прав.
- Свободу слова, друку, зборів, демонстрацій і об'єднань.
- Свободу совісті.
- Право на подачу скарг і заяв.
- Право на працю.
- Право на житло.
- Право на відпочинок.
- Право на отримання безкоштовної медичної допомоги.
- Право на освіту.
- Свободу наукової та літературно-художньої діяльності.
- Свободу вибору місця проживання і поїздок.
- Рівноправність жінок та охорону материнства і дитинства.
- Недоторканність особи, житла і таємницю листування.

Крім того, конституція КНДР гарантує право притулку іноземним громадянам, які борються за мир, демократію, національну незалежність і соціалізм, за свободу наукової та культурної діяльності, і яких переслідують у їхніх країнах.
Крім того, КНДР приєдналася до Конвенції про права дитини, Міжнародного пакту про громадянські і політичні права, Міжнародного пакту про економічні, соціальні та культурні права, Конвенції про ліквідацію всіх форм дискримінації щодо жінок.
У КНДР офіційно існують три політичні партії: правляча Трудова партія Кореї (кор. 조선 로동당), Соціал-демократична партія Кореї (кор. 조선 사회 민주당) і Партія молодих друзів небесного шляху (кор. 조선 천도교 청 우당). Керівна роль ТПК зафіксована в Конституції КНДР. Усі політичні партії, а також низка громадських об'єднань, є членами Єдиного демократичного вітчизняного фронту (ЄДВФ), утвореного 25 липня 1946 року, який виступає за об'єднання Кореї.
У КНДР два профспілкових центри. Об'єднані профспілки Кореї (ОПК) створено 1945 року, до їх складу входить 9 галузевих профспілок, які об'єднують, здебільшого, робітників і службовців. Об'єднані профспілки Кореї налічують 1,6 млн членів. Союз трудящих сільського господарства Кореї (СТСГК), створений 1965 року, налічує 1,4 млн членів. Особливість профспілок КНДР у тому, що робітники і службовці, зайняті у галузі матеріального виробництва, можуть бути їх членами лише в тому випадку, якщо вони не перебувають у партійних, молодіжних або жіночих організаціях.

## Судова система та кримінальне законодавство КНДР і права людини
Згідно з Конституцією КНДР, у країні існують прокуратура та суди різних рівнів, починаючи від Центральної прокуратури і Центрального Суду і закінчуючи установами районного рівня. Конституція формально надає обвинуваченим право на захист і незалежність суду. Судові засідання мають бути відкритими, якщо інше не встановлено законом.
Згідно з Конституцією, суди і прокуратура підзвітні у своїй діяльності національній асамблеї Північної Кореї — Верховним Народним Зборам.
Згідно з Кримінальним Кодексом КНДР, у Північній Кореї існують такі види покарань:
- Смертна кара
- Виправно-трудові роботи
- Конфіскація майна
- Позбавлення посади з позбавленням певного права
- Позбавлення виборчих прав

Згідно з Кримінальним кодексом, смертна кара застосовується тільки за злочини проти державного суверенітету і злочини проти народно-визвольної боротьби.
Основним видом покарання є виправно-трудові роботи. За один злочин, за статтею 24 КК КНДР, може призначатися від 6 місяців до 15 років виправних робіт.
Конфіскація майна і позбавлення виборчих прав, згідно з Кримінальним кодексом, застосовуються тільки за антидержавні злочини.
Термін давності встановлено в 15 років, але він не поширюється на навмисні вбивства та злочини проти держави.

## Політичні та громадянські права
Політична система і суспільний лад КНДР піддаються серйозній критиці у сфері дотримання прав людини з боку міжнародного співтовариства і правозахисних організацій, що базуються в західних країнах. Управління Верховного комісара ООН з прав людини офіційно визнало факт широко поширених порушень прав людини в Північній Кореї. Цитати з Резолюції ООН з прав людини 2005/11, пов'язані з КНДР:
| Тортури та інші жорстокі, нелюдські або принизливі види поводження з людьми, які застосовуються, зокрема, у вигляді покарання, публічні страти, надтермінове тюремне ув'язнення, відсутність судового процесу та верховенства закону, смертні вироки у політичних справах, існування великої кількості тюремних таборів і широкого застосування примусової праці. Покарання громадян КНДР, що були за кордоном: розгляд їх від'їзду як державна зрада, тортури, жорстоке чи принизливе поводження або смертна кара. Загальні серйозні обмеження свободи думки, совісті, віросповідання, слова, мирних зборів і об'єднань, доступу до інформації, та обмеження, що накладаються на людей, які бажають вільно пересуватися всередині країни або залишити її. Тривале порушення прав людини та фундаментальних свобод жінок, особливо в галузі торгівлі жінками для проституції або насильницьких шлюбів, етнічно мотивованих абортів, включаючи також <...> вбивства дітей репатрійованих матерів. |
Деякі експерти вважають, що Конституція КНДР — фіктивний документ, і що в Північній Кореї відносини між суспільством і державою будуються за тоталітарною моделлю. КНДР робила спробу денонсувати Міжнародний пакт про громадянські і політичні права, але після заяви Комітету з прав людини про те, що пакт денонсації не підлягає, надала доповідь про його виконання, визнавши таким чином себе державою-учасником пакту.

### Три шари населення КНДР
Згідно з різними джерелами, згідно з системою «сон'бун» (кор. 성분), все населення КНДР поділяється на три шари: «основний», «несталий» і «ворожий», про що повідомляє дослідниця Луїза Хантер. Належність до того чи іншого шару визначається за соціальним походженням і видом діяльності в період японського панування і Корейської війни і успадковується по чоловічій лінії. Члени Трудової партії Кореї (ТПК) автоматично належать до «основного» прошарку; особи, виключені з політичної партії, до «ворожого». Репатріанти з Китаю і Японії належать до «ворожого» прошарку.
Відповідно до постанови «Про подальше посилення роботи з різними верствами і групами населення», прийняту восьмим пленумом ЦК ТПК четвертого скликання наприкінці лютого 1964 року, було здійснено істотну деталізацію категорій населення, відповідно до якої в кожному шарі було виділено окремі групи (всього 51). Робота ця здійснювалася в 1964—1969 роках так званими «групами 620», спеціально сформованих для цієї мети. За твердженням А. Ланькова, ця діяльність супроводжувалася висилкою, арештами і стратами ворогів режиму (як реальних, так і потенційних або просто вигаданих).
Як вважає А. Ланьков, оцінити хоча б приблизну чисельність шарів, не кажучи про окремі групи, практично неможливо, через те, що в Північній Кореї цю інформацію засекречено.
Згідно з доповіддю Комітету з міжнародних справ сенату США, особи, що належать до «ворожого» прошарку, зокрема, не можуть служити в армії, вступити до ТПК і до більшості ВНЗ. У них майже немає шансів жити в Пхеньяні або Кесоні. Від належності до того або іншого шару, за інформацією А. Ланькова, залежить прийняття на роботу або навчання. Таким чином, на його думку, порушуються права на вільний вибір роботи, рівний доступ до освіти і рівний доступ до заняття посад державної служби, гарантовані Міжнародним пактом про економічні, соціальні та культурні права.
У той же час, як стверджує А. Ланьков, до 1990-х років належність до того чи іншого шару (за винятком номенклатури) не впливала на розмір продовольчого пайка.

### Застосування смертної кари
Низка організацій, зокрема Європейський союз, тлумачать право на життя, гарантоване Міжнародним пактом про громадянські та політичні права, як таке, що взагалі виключає застосування смертної кари, однак у КНДР регулярно здійснюються публічні страти, про що повідомляють різні джерела. Кількість злочинів, що караються стратою, скорочено з 33 до 5 протягом 1983—2000 років.

### Система таборів і права людини
Згідно з повідомленнями різних джерел, у Північній Кореї існує мережа концентраційних таборів, в яких перебувають затримані — як кримінальні, так і політичні. Загальна кількість осіб, що перебувають в системі концентраційних таборів КНДР достеменно невідома. За інформацією уряду США та правозахисних організацій, кількість ув'язнених становить від 150 000 до 200 000 осіб
Уряд КНДР категорично відкидає такі повідомлення, називаючи їх фабрикацією, підготовлену «південнокорейськими маріонетками» та «японськими реакціонерами».
| Номер табору | Назва українською | Оригінальна назва | Провінція     | Кількість в'язнів |
| ------------ | ----------------- | ----------------- | ------------- | ----------------- |
| 11           | Кьонсон           | 경성/鏡城         | Хамгьон-Пукто | Табір закрито     |
| 12           | Онсон             | 온성/穏城         | Хамгьон-Пукто | Табір закрито     |
| 13           | Чонсон            | 종성/鐘城         | Хамгьон-Пукто | Табір закрито     |
| 14           | Кечхон            | 개천/价川         | Пхьонан-Намдо | 50 000            |
| 15           | Йодок             | 요덕/耀徳         | Хамгьон-Намдо | 50 000            |
| 16           | Хвасон            | 화성/化成         | Хамгьон-Пукто | 20 000            |
| 18           | Пукчхан           | 북창/北倉         | Пхьонан-Намдо | 10 000            |
| 22           | Хверьон           | 회령/會寧         | Хамгьон-Пукто | 50 000            |
| 25           | Чхонджин          | 청진/清津         | Хамгьон-Пукто | 5 000             |
| 26           | Синхорі           | 승호리/勝湖里     | Пхеньян       | Табір закрито     |

### Повідомлення про жорстоке поводження з в'язнями
У Північній Кореї існує система таборів для ув'язнених, які поділяються на два типи: м'якші «райони дії Постанови № 149» (кор. 149 호 대상 지역), в яких люди в примусовому порядку важко фізично працюють і які вони не можуть залишити без дозволу влади, і «особливі райони об'єктів диктатури» (кор. 특별 독재 대상 구역). Останні, у свою чергу, поділяються на «зони революціонізації» (кор. 혁명화 구역), у яких в'язні живуть із сім'ями в землянках чи бараках і примусово працюють на важких роботах по 12 годин на день, і «зони повного контролю» (кор. 완전 통제 구역), у яких в'язні живуть без сімей і не мають шансів на звільнення.
За оцінками американського дипломата Денніса Халпіна, у таборах КНДР перебуває 200 тисяч осіб, рахуючи тих, кого відправлено туди за принципом колективної відповідальності.
Журнал Тайм у публікації 2006 року, а також біженець Кан Чхольхван (у своїх мемуарах) повідомляють про випадки примусу жінок до абортів, дітовбивств, побиття ув'язнених і голоду в таборах.
У документальному фільмі Бі-Бі-Сі «Шлях у пекло» повідомляється, що в одному з таборів влада Північної Кореї випробувала на ув'язнених хімічну зброю, а також здійснювала інші експерименти над людьми.
Кан Чхольхван у своїх мемуарах розповідає про карцери в таборах КНДР. У випадку, якщо ув'язнений у таборі порушує розпорядок (або якщо його звинувачують у такому порушенні), його посилають у карцер. У карцері ув'язнені стоять на колінах, їм не дозволяється говорити. Якщо вони хочуть у туалет, вони повинні підняти ліву руку, якщо їм погано, вони повинні підняти праву руку. Ніяких інших жестів не дозволяється. Згідно з його спостереженнями, зазвичай в'язні вмирають у карцері від голоду або виходять з нього інвалідами.
Також, за повідомленням Кан Чхольхвана, кожен випадок потрапляння до карцеру додає п'ять років до терміну ув'язнення.

### Повідомлення про використання тортур
Міжнародний пакт про громадянські і політичні права гарантує кожній людині право на захист від тортур.
Правозахисні організації Міжнародна амністія та Г'юман Райтс Вотч повідомляють, що в Північній Кореї в ході слідства широко застосовуються тортури. Французький правозахисник П'єр Рігуло називає серед них тортури водою, електрострумом, а також позбавлення сну та побої. Повідомляється також про випадки зґвалтування жінок.
На прес-конференції, проведеній 21 березня 2008 року південнокорейської політичною організацією Штаб руху за демократизацію Північної Кореї (кор. 북한 민주화 운동 본부), біженка Кім Сунхі розповіла, що вона намагалася втекти до КНР, але була репатрійована. Співробітники північнокорейської служби безпеки, намагаючись витягнути з її тіла гроші, які вона проковтнула, заливали їй воду, змішану з перцем, у ніс. Крім того, солдати-чоловіки засовували пальці їй у вагіну і анус, а також били її. На цій же конференції біженець Лі Бокнам повідомив, що солдати били його прикладами і в ході тортур вибили йому зуби.
На прес-конференції, проведеній 2 березня 2007 року «Цивільним союзом за права людини в Північній Кореї», інші біженці повідомили про «голубині тортури»: в'язням зв'язують ззаду руки і прив'язують їх до поперечини, внаслідок чого людина не може ні сісти, ні встати. Після дня перебування в такому положенні, грудна клітка людини нагадує пташину. Також були повідомлення про тортури, в яких людині прив'язують руки до ніг і б'ють. Крім того, біженці розповіли про такий вид катувань: на людину накидають ковдру, після чого її змушують присідати 500 разів.
Колишній охоронець північнокорейського табору Ан Мьончхоль, який втік до Південної Кореї, у своїх статтях для служби новин Daily NK, що належить південнокорейській правозахисній організації Група за демократизацію Північної Кореї (кор. 북한 민주화 네트워크), розповів про наступні випадки катувань: ув'язнена Хан Джиндок у 26-річному віці була зґвалтована офіцерами, які потім завдали їй опіків і поранення грудей. Крім того, Ан Мьончхоль розповідав, як начальник в'язниці запустив змію у вагіну ув'язненої Кім Бокток, щоб змусити її видати тюремника, який приносив їй папір і ручку: дівчина хотіла написати лист багатому родичу в Японії. Після того, як Кім зізналася, тюремника виключили з партії, звільнили з роботи і довічно заслали на роботу в шахту.
На 61-й прес-конференції в Женеві Комітету ООН з прав людини біженець Кім Тхеджин повідомив про наступний вид катування: людині наказують не рухатися. У випадку, якщо вона порушує наказ, їй розводять руки в сторони, приковують їх наручниками і б'ють залізними палицями. Також, за його свідченням, в'язнів залишають голими на морозі.
Газета Ґардіан, посилаючись на свідчення біженців, повідомляє про тортури з застосуванням газових камер і отруєної їжі. Влада Північної Кореї виступила із спростуванням інформації про застосування газових камер у в'язницях країни і назвали поширення таких звинувачень частиною інформаційної війни проти їхньої країни.
Крім того, опосередкованим видом катування є обов'язкова присутність усіх в'язнів на публічних стратах. Вищезазначена правозахисна організація «Група за демократизацію Північної Кореї» повідомляє, що колишній в'язень Сін Донхьок після того, як на його очах повісили його матір і старшого брата, які спробували втекти з табору, втратив здатність відчувати емоції.
Біженка Лі Сун Ок, що стала інвалідом у результаті катувань, написала книгу спогадів «Очі безхвостих звірів: Тюремні спогади північнокорейської жінки». У своїх свідченнях юридичному комітету Сенату США вона наводить численні випадки тортур у північнокорейських в'язницях. Зокрема, вона описує випадок тортури холодом 1987 року, коли людину ставлять на коліна на морозі, обливають холодною водою і забороняють рухатися протягом години. Шість в'язнів на її очах загинули від цих тортур.

### Право на справедливий суд
А. Н. Ланьков пише, що більшість судових засідань у Північній Кореї є закритими, а обвинуваченим не завжди надається адвокат: коли обвинувачений у шпигунстві на користь США венесуельський поет Алі Ламеда зажадав захисту та гласності процесу, суддя відхилив його вимоги, пояснивши, що вони є буржуазними. За свідченнями біженців, у КНДР судять здебільшого тих, кого звинувачують у кримінальних злочинах, а політичних злочинців, як правило, засуджують в позасудовому порядку.
Як повідомляє А. Н. Ланьков, у КНДР існує практика винесення вироку в позасудовому порядку, особливо особам, обвинуваченим у політичних злочинах. При цьому їм не повідомляється термін ув'язнення. Ланьков вважає, що «мабуть, термін перебування в ув'язненні ніяк не лімітований і звільнення залежить виключно від свавілля влади».
Біженець Кан Чхольхван у своїх мемуарах розповідає, що в Північній Кореї існує система колективної відповідальності: якщо член сім'ї засуджений на тюремне ув'язнення або смертну кару, то в табір посилають і його близьких родичів, включаючи неповнолітніх дітей. Одним з таких дітей був сам Кан Чхольхван.
Як повідомляє Кан Чхольхван, смертна кара застосовується частіше, ніж належить за законом, зокрема, за вбивство в'язнем охоронця, спробу втечі з табору або крадіжку.
За повідомленням Кан Чхольхвана, футболіст Пак Синджин провів у таборі щонайменше 22 роки лише за участь у дружній пиятиці після перемоги над збірною Італії на чемпіонаті світу з футболу 1966 року, оскільки наступний матч північнокорейська команда програла з рахунком 5:3.

### Свобода слова
Біженець Кан Чхольхван і американський правозахисник Том Хед повідомляють, що в країні відсутня свобода слова, а громадяни, які критикують режим, піддаються арешту. За інформацією А. Н. Ланькова і К. В. Асмолова, а також згідно з рядом повідомлень CNN, у країні відсутні неурядове радіо, телебачення та служби новин. Всі радіоприймачі і телевізори, що використовуються в Північній Кореї, повинні мати фіксовану настройку; громадянам забороняють змінювати її тому, що тоді вони могли б дивитися іноземні передачі. Порушення цього правила може мати найсерйозніші наслідки, аж до публічної страти і відправки родичів у табір.
Профспілки, за твердженнями Держдепартаменту США, перебувають під повним контролем влади КНДР. Біженці і емігранти вказують, що утвердження культу особистості — одне з головних завдань переважної більшості всіх фільмів, театральних вистав і книг у країні.

### Свобода совісті
А. Н. Ланьков повідомляє, що уряд КНДР строго обмежує свободу совісті, зокрема, накладаючи заборону на створення релігійних організацій, не пов'язаних з урядом. Він стверджує, що католики, протестанти, буддисти і прихильники конфуціанства віднесені до «ворожого» шару. У статті Пак Чхоьона на сайті новин Daily NK, стверджується, що місіонерська діяльність у Північній Кореї розцінюється як шпигунська і злочинна. У доповіді американського Бюро з питань демократії, прав людини та праці сказано, що в Північній Кореї відсутня свобода совісті. Газета Christian Today повідомляє про тортури і страти осіб, викритих у контрабандних поставках Біблії. За підсумками дослідження міжнародної благодійної християнської організації Open Doors за 2010 рік, КНДР посідає 1 місце в списку країн, де найчастіше утискають права християн.
У Північній Кореї існує культ особистості «Великого вождя» товариша Кім Ір Сена і його сина товариша Кім Чен Іра. Їх портрети, скульптури, монументи та ін. розташовано повсюди на вулицях, у школах, офісах і будинках. Ідеологічне вчення цих двох людей є основою шкільного навчання.
Цей культ особистості разом з ідеологією чучхе («опора на власні сили»), потіснили традиційні релігійні вірування корейців КНДР. Згідно з доповідями західних правозахисників, де-факто уряд Північної Кореї не забезпечує громадянському суспільству свободу віросповідання, створюючи лише її ілюзію підтримкою кількох релігійних груп

### Свобода пересування

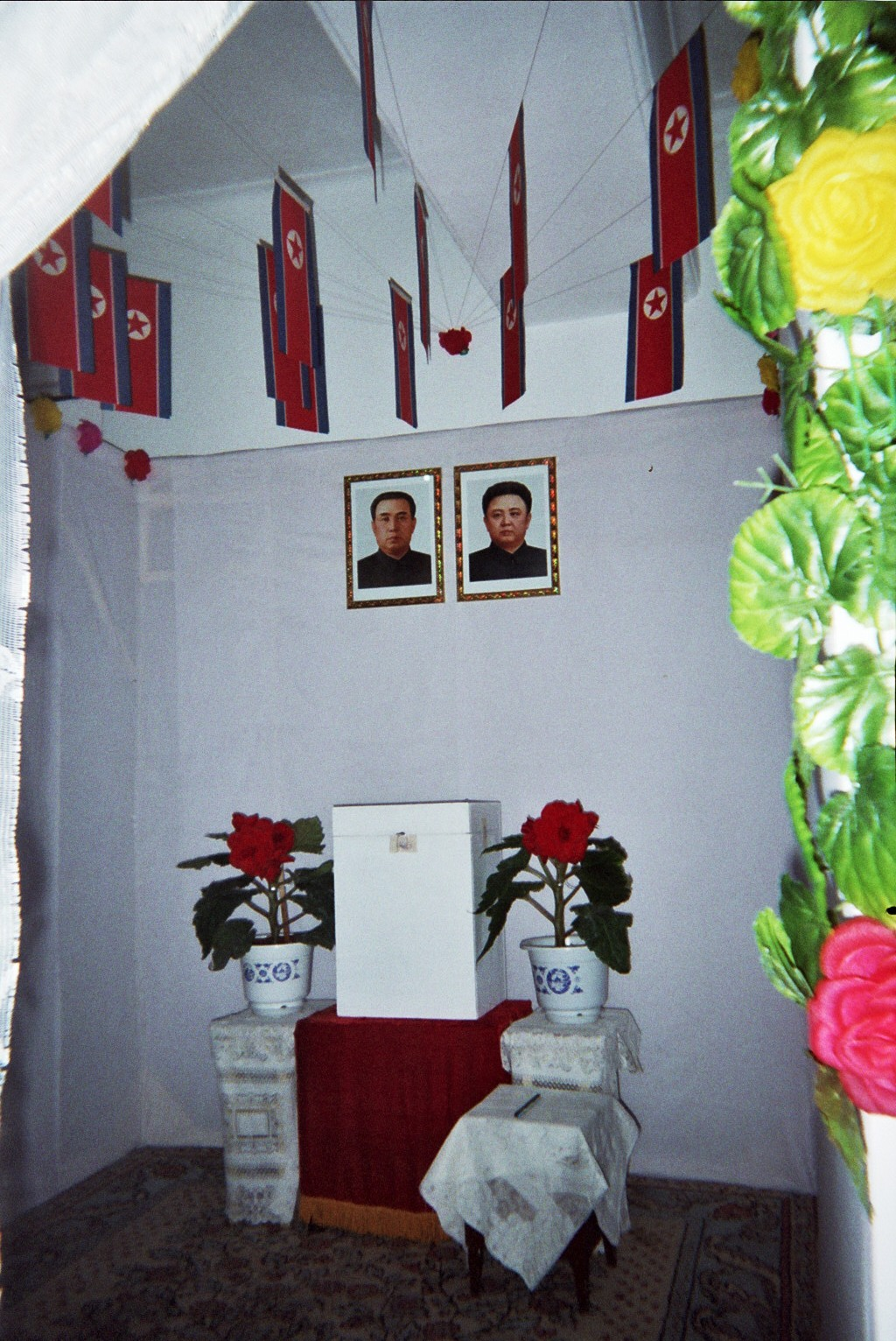
Виборча урна, на стіні висять портрети Кім Ір Сена і Кім Чен Іра

За твердженням А. Ланькова і Держдепартаменту США, громадяни КНДР позбавлені можливості вільно пересуватися в межах країни або залишати її. Крім того, здійснюється примусове переселення громадян.
Згідно з роботами А. Ланькова, право жити в Пхеньяні, де ситуація з продовольством краща, ніж у провінції, розглядається як привілей, і громадяни можуть бути депортовані звідти за вказівкою влади.

### Політичні права
А. Н. Ланьков вказує, що ТПК повністю контролює дві інші партії і багатопартійність у КНДР де-факто є фіктивною. Вибори в КНДР є безальтернативними і відбуваються по одномандатних округах. Офіційно повідомляється, що всі або майже всі виборці з'явилися на дільницю і проголосували за висунутих кандидатів.

### Права інвалідів
Ряд західних ЗМІ повідомляють про випадки порушень прав інвалідів в країні. Так, 22 березня 2006 року агентство Ассошіейтед прес, посилаючись на лікаря-біженця Лі Гванчхоля, повідомило, що в КНДР новонароджених з фізичними недоліками вбивають. Цей факт визнаний і Комітетом Сполучених Штатів з прав людини в КНДР. У доповіді ООН згадуються про спеціальні табори для інвалідів. За повідомленням колишнього вчителя Кім Чен Іра Кім Хьонсіка, наприкінці 1980-х років кілька тисяч карликів-мешканців Пхеньяну було вивезено на безлюдні острови. Це було зроблено для того, щоб вони не погіршували генофонд корейського народу.
Однак уряд КНДР продовжує стверджувати, що в Північній Кореї «дотримуються права інвалідів»:
| Народна влада піклується про дітей так, щоб вони росли за рахунок держави і суспільства, користуючись благами систем загального 11-річного обов'язкового навчання та безкоштовного медичного обслуговування. Крім того, вона ввела системи соціального страхування та соціального забезпечення та з відповідальністю піклується про життя непрацездатних інвалідів, самотніх людей похилого віку і сиріт[95]. |

### Право на інформацію
За свідченням А. Н. Ланькова, у Північній Кореї громадянам заборонено вільний доступ до інформації. Усередині КНДР прослуховування закордонних радіопрограм забороняється і карається тюремним ув'язненням. Офіційно дозволені тільки радіоприймачі з фіксованою настройкою на станції КНДР.
У країні практично відсутній доступ до мережі Інтернет. Доступ до Інтернету мають лише деякі установи, перелік яких затверджується особисто Кім Чен Іром. До переліку входить МЗС, деякі науково-технічні організації, служба безпеки. У цих організаціях під'єднані до інтернету комп'ютери стоять у спеціальних кімнатах, вхід до яких здійснюється за спецперепустками. З кінця 2004 року вільне користування інтернетом дозволено іноземним фірмам і посольствам у Пхеньяні.
Влада КНДР не має наміру припиняти ізоляцію внутрішньої мережі Кванмьон і підключати її до інтернету. Разом з тим, у прикордонних з Китаєм районах північної частини КНДР існували інтернет-кафе, що дозволяли здійснювати вихід до Інтернету (2007 року Міністерство громадської безпеки країни розпорядилося закрити їх).
Наразі доступ до сайтів Інтернет здійснюється наступним чином. На замовлення установ Центр комп'ютерної інформації вивантажує з інтернету сайти, здебільшого науково-технічні, здійснює ревізію змісту сайту, після чого він завантажується до національної мережі, і ним можуть користуватися корейські вчені.
Також повністю заборонено розповсюдження будь-яких іноземних книг, газет і журналів, за винятком технічних довідників та матеріалів з природничих наук. Вся література, яку видано більше 10-15 років тому (зокрема і в КНДР), за винятком технічної та довідкової, перебуває в спецхрані і не видається без дозволу спецслужб.
З 2004 до 2009 року в КНДР була чинною заборона на користування мобільним зв'язком для більшості населення, за винятком номенклатури та співробітників іноземних організацій; за нелегальне користування мобільними телефонами громадяни піддавалися різним покаранням аж до смертної кари.
У березні 2009 року цю заборону було скасовано. У країні з'явився свій оператор супутникового зв'язку. Однак вартість зв'язку (100 євро за підключення і близько 200 євро за сам апарат), враховуючи рівень доходів більшості жителів країни, як і раніше, унеможливлює доступ до цієї послуги для широких верств населення. Крім того, абонентам, як і раніше заборонено дзвонити за межі країни. За повідомленнями інформаційних агентств, у січні 2010 року громадянина КНДР на прізвище Чон було публічно страчено за те, що він зателефонував своєму другу, який раніше втік із КНДР до Південної Кореї, і розповів йому про ціни на рис і умови життя в країні.
Імовірно, влада КНДР глушить також сигнали GPS на кордонах із Південною Кореєю.

### Право на недоторканність приватного життя
Північна Корея, згідно з Конституцією, є колективістською державою. У зв'язку з цим держава, за повідомленнями різних джерел, втручається в приватне життя громадян. Все населення КНДР організовано в «народні групи» (кор. 인민반, інмінбан). У середньому до однієї «народної групи» входить близько 40 сімей. На чолі кожної групи стоїть начальник (кор. 인민 반장, інмінбанджан). До його обов'язків входить організація зборів та громадських робіт, а також підтримання порядку і політичної благонадійності всередині групи. Без згоди інмінбанджана північнокореєць не може виїхати до іншого міста. Інмінбанджан може в будь-який час зайти до помешкання будь-якого з членів своєї «народної групи». Це порушує право на недоторканність житла, гарантоване Загальною декларацією прав людини. Факт існування народних груп визнано і владою Північної Кореї.

### Повідомлення про примусову проституцію
Організація A Woman's Voice International стверджує, що держава примусово відбирає дівчат віком від 14 років для роботи в так званих групах Кіппин (кор. 기쁨조, Група задоволень чи Бригада радості) — це сукупність груп, до яких входять близько 2000 жінок і дівчат у віці від 14 до 40 років (чи від 18 до 25), основною метою яких є насолода і розваги вищих чинів Трудової партії Кореї (ТПК) та членів їх сімей, а також особливих гостей.
Дівчата з усієї країни набираються до групи Кіппин згідно з критеріями, визначеними урядом. Після відбору вони проходять період суворого навчання, під час якого деяких учасниць посилають за кордон для навчання масажу. Після досягнення віку 22 — 25 років дівчата зазвичай залишають групи задоволень, після чого нерідко стають дружинами корейської еліти, при цьому їх колишній статус тримають у таємниці.

## Соціально-економічні та культурні права

### Право на охорону здоров'я
Згідно з Конституцією, громадяни КНДР мають право на безкоштовне медичне обслуговування, однак біженці повідомляють, що якість північнокорейської медицини вкрай низька і, внаслідок цього, медичне лікування може зашкодити хворому.
За даними каналу CNN, система охорони здоров'я в КНДР 1997 року була близька до колапсу. Канал повідомляв з посиланням на Червоний Хрест, що в Північній Кореї практично відсутні запаси ліків.
Деякі туристичні сайти застерігають охочих відвідати КНДР: у Північній Кореї лікарні часто відчувають нестачу в ліках, теплі, електриці і основних медичних приладах. У лікарнях пацієнтів не годують. У разі екстреної ситуації, поруч може не виявитися телефону, через що неможливо буде викликати машину «швидкої допомоги».

### Право на житло
Відповідно до звіту уряду КНДР, у країні немає бездомних, хоча є сім'ї, які потребують поліпшення житлових умов, 2002 року поліпшення житлових умов потребувало 186 тисяч сімей.
За інформацією А. Н. Ланькова, у Північній Кореї більшість мешканців живе у традиційних одноповерхових будинках сільського типу. Наступним за поширеністю йде багатоповерховий «будинок-гармошка», в якому двері всіх квартир на поверсі виходять на загальний балкон. Площа квартир у «гармошках» зазвичай становить 10-12 м². Еліта живе у багатоповерхових будинках західного типу — зі сходами та майданчиками на них. Площа квартир у таких будинках становить 60-80 м². Всі будинки, за винятком побудованих до Корейської війни, вважаються власністю держави.

### Право на освіту
У Північній Кореї освіта є безкоштовною, однак А. Н. Ланьков відзначає націоналістичний і шовіністичний характер північнокорейської освітньої системи.

### Право на свободу творчої діяльності
Культурна діяльність у КНДР контролюється державою. Заборонено будь-яку форму критики державного ладу в країні. Головною темою мистецтва в Північній Кореї є прославляння лідерів держави — Кім Ір Сена і Кім Чен Іра. Їм присвячено більшість пісень, фільмів, книг і театральних вистав у країні.
Як повідомляє Ланьков, у Північній Кореї будь-яка книга, стаття чи університетська лекція має починатися з цитати Кім Ір Сена або Кім Чен Іра.

### Продовольча ситуація. Голод

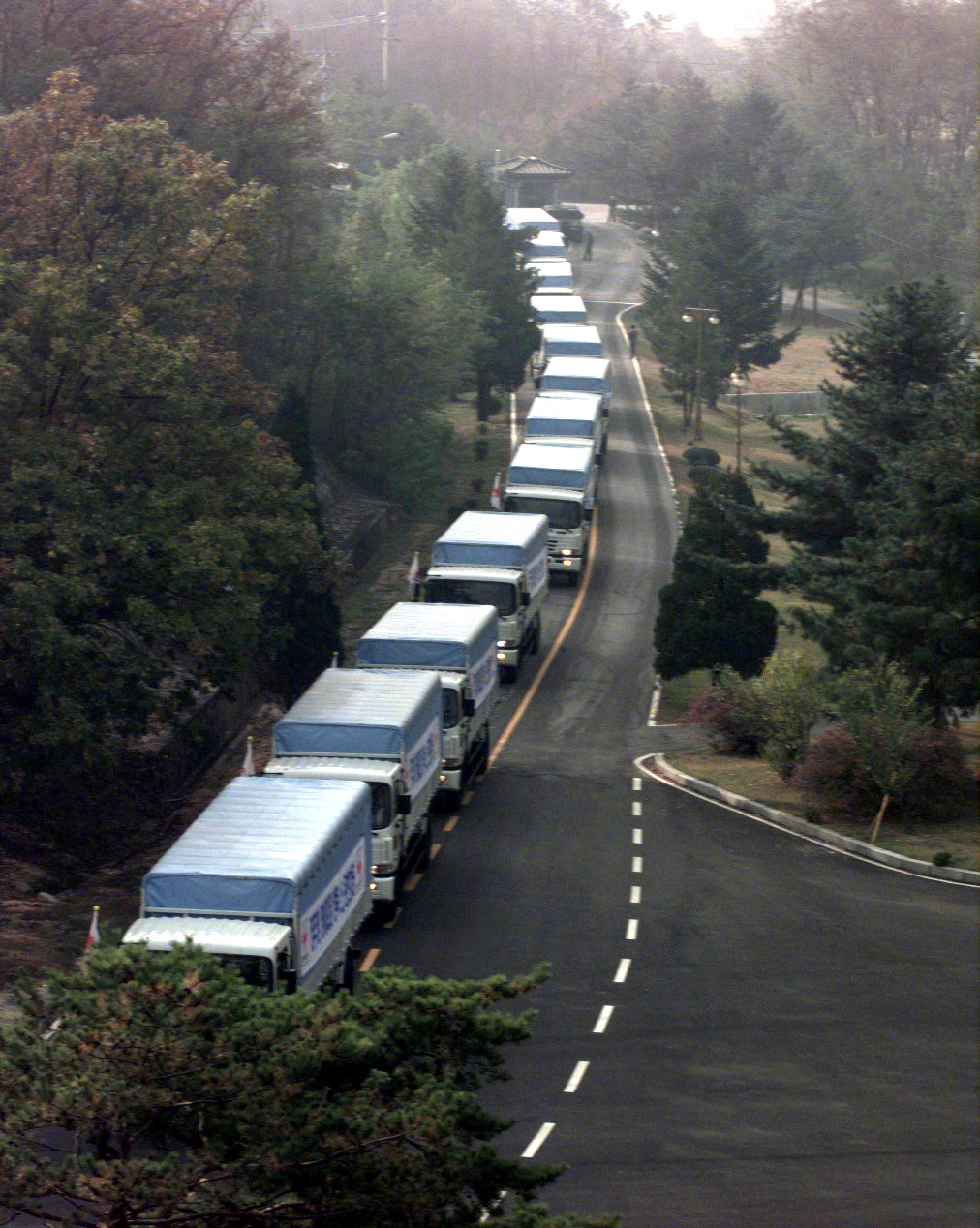
Поставки продовольства у Північну Корею з Південної (27 жовтня 1998)

У 1990-х роках населення КНДР страждало від голоду, що забрав, за різними оцінками, від 250 000 до 3 000 000 життів. Відповідно до оцінок експертів, голод було викликано різким скороченням міжнародних поставок, неефективною політикою північнокорейського керівництва та низькими врожаями в країні. Уряд Північної Кореї визнає факт голоду та економічних труднощів у країні і стверджує, що вони викликані економічними санкціями проти КНДР. Деякі експерти говорять про можливе повторення лиха у майбутньому.
В той же час, Джеймс Морріс, директор всесвітньої продовольчої програми під егідою ООН, що здійснює продовольчу допомогу Північній Кореї, стверджує, що дані про «мільйони загиблих від голоду» не відповідають дійсності і викликані некоректною інтерпретацією отриманих даних. На його думку, продовольча ситуація в Північній Кореї значно покращилась за останні роки, в основному завдяки зростанню продуктивності в сільському господарстві та донорської допомоги інших держав. А. Н. Ланьков також вважає повідомлення про «три мільйони загиблих» під час голоду політично ангажованою. За його даними, загиблих — від 500 000 до мільйона чоловік.
За даними продовольчої та сільськогосподарської організації ООН, на 2003—2005 рік у Північній Кореї 7,6 млн чоловік (32 % населення) не отримують достатнього харчування. У середньому ці люди недоотримують 260 кілокалорій на день.
Однак згідно з GHI ситуація не є більш катастрофічною, ніж в Індії чи інших країнах Південно-Східної Азії.
Згідно з офіційною позицією КНДР, корейський народ, здобувши перемогу в «Важкому поході» став до будівництва «Могутньої квітучої держави», яку буде побудовано 2012 року, «де сильна державна міць, все є в достатку, а народ живе, не заздрячи нікому у світі».

## Біженці

Динаміка зростання кількості північнокорейських біженців у Південній Кореї за 1990—2009 роки

Існуюча політична та економічна ситуація в КНДР призводить до численних випадків втечі (а також неповернення із зарубіжних відряджень) громадян країни. За оцінками А. Ланькова, зараз у КНР перебуває від 40 000 до 300 000 мігрантів з КНДР. До 1996 року перехід кордону вважався тяжким злочином, але пізніше влада КНДР істотно пом'якшила свою політику щодо спійманих — більшість отримує короткий термін ув'язнення в перевірочному пункті.
У деяких випадках невдалі спроби втечі призводять до репатріації з наступними тортурами. Біженці і репатріанти є основними постачальниками інформації про стан у країні (наприклад, біженка Лі Сун Ок, що стала інвалідом у результаті катувань, написала книгу спогадів «Очі безхвостих звірів: Тюремні спогади північнокорейської жінки»).
У середині 2004 року Південна Корея вивезла на свою територію з В'єтнаму 460 північнокорейських біженців. КНДР прореагувала на цю подію дуже болісно, звинувативши владу Південної Кореї в «викраденні північнокорейських громадян».
Найвисокопоставленішим перебіжчиком з Півночі на Південь є Хван Чжан Йоп (1923—2010). У 90-і роки він обіймав посади секретаря ЦК Трудової партії КНДР і голови парламенту, вважався одним із творців ідеології чучхе і вчителем Кім Чен Іра, проте 1997 року під час візиту до Пекіна Хван Чжан Йоп потрапив до посольства Південної Кореї і попрохав політичного притулку.

## Викрадення іноземних громадян

### Викрадання громадян Південної Кореї
Газета International Herald Tribune повідомляє, що спецслужби КНДР викрали щонайменше кілька сотень громадян Південної Кореї. 485 випадків викрадення визнано Сеулом. Як пише А. Н. Ланьков, здебільшого це були люди, що рибалили неподалік від демілітаризованої зони, моряки, а також екіпажі і пасажири захоплених літаків. Деякі з них пізніше співпрацювали з владою КНДР, зокрема, у підготовці розвідників для майбутньої відправки їх на Південь. Слід зазначити, що уряд і суспільство Південної Кореї не надають цим інцидентам особливого значення.

### Викрадення підданих Японії
Спецслужби Північної Кореї викрали від 70 до 80 підданих Японії. Факт викрадення 13 з них було визнано владою КНДР 17 вересня 2002 року після зустрічі прем'єр-міністра Японії Коїдзумі Дзюнітіро із лідером КНДР Кім Чен Іром. Кім сказав, що викрадення здійснювалося не за наказом влади КНДР, а «деякими людьми, які хотіли показати свій героїзм». До того часу 8 з 13 викрадених померли. За твердженнями північнокорейської влади, це сталося внаслідок хвороб і стихійних лих.
Деякі дослідники вважають, що викрадення було здійснено для того, аби викрадені викладали японську мову і розповідали про японські звичаї та культуру майбутнім північнокорейським розвідникам.
Японський уряд визнає факт викрадення 17 осіб.

### Мемуари колишніх громадян КНДР
- No Kum-Sok. A MiG-15 to Freedom: Memoir of the Wartime North Korean Defector Who First Delivered the Secret Fighter Jet to the Americans in 1953. — Jefferson: McFarland & Co, 1996.
- Soon Ok Lee. Eyes of the Tailless Animals: Prison Memoirs of a North Korean Woman. — Bartlesville, 1999.
- 강철환. 수용소의 노래. — 2005.
- 이한영. 대동강 로열패밀리 서울잠행 14년. — 동아 일보, 1996.
- 성혜랑. 등나무집:성혜랑 자서전. — 지식 나라, 2000.
- 姜哲煥. 平壌の水槽. — 東京, 2000.

### Книги фахівців з КНДР
- Жебин А. З. Эволюция политической системы КНДР в условиях глобальных перемен. — М. : Русская панорама, 2006.
- Ланьков А. Н. КНДР вчера и сегодня. Неформальная история Северной Кореи. — М. : Восток-Запад, 2004. — 448 с. — ISBN 5-478-00060-4.
- Ланьков А. Н. Северная Корея: вчера и сегодня. — М. : Восточная литература, 1995.
- Stephen Haggard. The North Korean Refugee Crisis: Human Rights and International Response. — Комітет США з прав людини в Північній Кореї, 2006.